# Distances
Distances is het tweede muziekalbum dat de Britse zangeres Norma Winstone onder haar eigen naam uitbrengt voor het Duitse platenlabel ECM Records. Ze zingt hier introverte liederen vanuit elk denkbaar genre, maar dan naar jazz gearrangeerd. Het album is opgenomen in Udine, Artesuono Studio. Ze werkt hier samen met musici, met wie ze al jarenlang optrad. De muziek is te vergelijken met kamermuziek in de jazz.

## Musici
- Norma Winstone –zangeres
- Glauco Venier – piano
- Klaus Gesing – basklarinet, sopraansaxofoon

## Composities
1. Distance (Muziek:Venier / Tekst: Winstone) (5:42)
2. Every time we say goodbye (Cole Porter) (6:13)
3. Drifter (M: Venier / T: Winstone) (5:00)
4. Giant’s gentle stride (M: Gesing / T:Winstone)(7:01)
5. Gorizia (Venier) (4:01)
6. Ciant (M: Erik Satie; arr. Vernier / T:Pier Paolo Pasolini) (5 :17)
7. The mermaid (M: Venier / T : Winstone) (4:34)
8. Here comes the flood (Peter Gabriel) (6:03)
9. Remembering the strat of a never ending story (M: Hubert Nuss / T:Winstone)(5:11)
10. A song for England (M: Winstone, Venier, Gesing / T:Andrew Salkey)(3:07)